# Дайс, Жозеф
Жозеф Дайс (фр. Joseph Deiss; род. 18 января 1946, Фрибур, Швейцария) — швейцарский государственный и политический деятель, дипломат, экономист. С 14 сентября 2010 года — председатель 65-й сессии Генеральной Ассамблеи ООН.
Родился в кантоне Фрибур, где начал свою политическую карьеру как член местного парламента. Также в течение долгого времени был мэром родного города Барбереш.
В 1991 году избран в Федеральное собрание Швейцарии, где представлял Христианско-демократическую народную партию.
Член Федерального совета Швейцарии в 1999—2006, как начальник департамента иностранных дел в 1999—2002, а затем как начальник департамента экономики. Президент Швейцарии в 2004.
В настоящее время Дайс является деканом факультета экономических и социальных наук во Фрибурском университете, а также состоит членом совета директоров ряда финансовых организаций. Женат, имеет троих сыновей.